# Un jour en septembre
Pour plus de détails, voir Fiche technique et Distribution.
Un jour en septembre (titre original : One Day in September) est un film documentaire helvético-germano-britannique réalisé par Kevin Macdonald, sorti en 1999.
Le documentaire relate la prise d'otages de onze athlètes israéliens lors des Jeux olympiques de Munich le 5 septembre 1972, connue sous le nom de « massacre de Munich. »
Le film obtint l'Oscar du meilleur film documentaire en 2000.

## Synopsis
1972. Jeux olympiques de Munich. 121 nations, 7 123 athlètes. Pour la première fois, les chaînes de télévision du monde entier sont là pour retransmettre l'évènement.
Des millions de téléspectateurs découvrent en direct, ce qu'ils pensaient impossible : un groupe de terroristes palestiniens vient de prendre en otage onze athlètes israéliens et exige la libération de 200 prisonniers politiques.
Commence alors une attente infernale... entre des services de sécurité complètement incompétents, des infos contradictoires et des images en direct qui ne laissent présager rien de bon, la foule assiste à un fiasco sans précédent.
Trente ans plus tard, de nombreux témoins, dont l'un des terroristes rescapés, éclairent d'une lumière nouvelle ce terrible évènement.
Chronique d'un massacre annoncé...

## Fiche technique
- Réalisation : Kevin Macdonald
- Production : Arthur Cohn et John Battsek
- Montage : Justine Wright
- Photographie : Raymond Depardon
- Narration (VO) : Michael Douglas
- Musique : Moby, Philip Glass, Craig Armstrong, Elliot Goldenthal, Deep Purple, Led Zeppelin
- Format image' : 1.77
- Durée : 91 minutes
- Dates de sortie :
  - 22 octobre 1999 aux États-Unis
  - 18 septembre 2002 (TV Première)
  - 25 janvier 2006 en France
- Box office : US - 155 158 $

## Distribution
- Michael Douglas : lui-même - narrateur (voix)
- Ankie Spitzer : elle-même
- Jamal Al-Gashey (en) : lui-même
- Gerald Seymour : lui-même
- Axel Springer : lui-même
- Gad Zahari : lui-même
- Shmuel Lalkin : lui-même
- Manfred Schreiber (de) : lui-même
- Walter Tröger (de) : lui-même
- Ulrich Wegener : lui-même
- Hans-Dietrich Genscher : lui-même
- Schlomit Romajo : lui-même
- Magdi Gahary : lui-même
- Zvi Zamir : lui-même
- Dan Shilon (en) : lui-même
- Heinz Hohensinn : lui-même
- Esther Roth : elle-même
- Hans Jochen Vogel : lui-même
- Anouk Spitzer : elle-même
- Howard Cosell (en) : lui-même (voix) (images d'archive)
- Peter Jennings : lui-même (voix) (images d'archive)
- Jim McKay (en) : lui-même (images d'archive)
- Mark Spitz : lui-même (images d'archive)
- Walther Tröger (de) : lui-même

Dans la version allemande, les commentaires sont dits par Otto Sander.